# Vlahovo (gmina Svrljig)
Vlahovo (cyr. Влахово) – wieś w Serbii, w okręgu niszawskim, w gminie Svrljig. W 2011 roku liczyła 107 mieszkańców.